# Batalla dels Alcalans
L'imperi almoràvit va entrar en decadència tan ràpidament com s'havia constituït. Alfons el Bataller d'Aragó haviat aprofitat la manca de cohesió dels almoràvits per prendre Saragossa (1118), Qalat al-Ayyub (1121) i Daroca (1122).

## Antecedents
Cap al 1128 hi hagué un canvi de califa almoràvit i a l'hora de retre-li fidelitat, hi hagué molts musulmans andalusins s'hi mostraren obertament reticents. Un d'ells fou l'alcaid sevillà Alí ibn Majjuz, el qual fugí d'Andalusia a la vall d'Ebre, on pactà una aliança amb Alfons el Bataller per saquejar i ocupar la terra de Balansiya, de la mateixa manera que ho havia fet poques dècades abans el Cid. Els almoràvits respongueren enviant un poderós exèrcit nouvingut del Marroc profund, que s'uní als genets africans dels governadors de Qurtuba i Madina Mursiyya amb l'objectiu d'acaçar el rebel Ibn Majjuz i l'aragonés Alfons.

## La batalla
La batalla va tenir lloc el 1129 en el castell dels Alcalans (Montserrat), i d'allí isqueren malparats els almoràvits.

## Conseqüències
Segons el poeta valenciano-musulmà Ibn al-Abbar, la desastrosa derrota dels Alcalans feu perdre popularitat als almoràvits de Xarq al-Àndalus i, al cap d'un temps, derivaria en la proclamació d'uns segons regnes de taifa a Xarq al-Àndalus (a partir de 1144 a Balansiya).